# Platforma (geologie)
Platforma v geologii je označení pro kontinentální oblast pokrytou poměrně plochými nebo lehce nakloněnými, převážně sedimentárními vrstvami hornin. Pod nimi se nachází podloží konsolidovaných magmatických nebo metamorfovaných hornin. Platforma se od štítu liší nezvrásněným sedimentárním překryvem, ve štítu krystalické horniny vystupují na povrch. Platformy a štíty společně tvoří nejstabilnější části kontinentální zemské kůry, zvané kratóny (někteří autoři ovšem používají výraz platforma jako synonymum pro kratón).
Krystalické podloží platforem je prekambrického stáří (550 a více miliónů let), sedimentární překryv je mladší. Platformy se vyznačují dlouhodobým tektonickým klidem, který trvá od začátku fanerozoika. Na okrajích může být platforma ohraničená orogénními pásmy.
V geomorfologii platformě odpovídá pojem tabule.

## Příklady
- Sibiřská platforma
- Čínská platforma
- Arabská platforma
- Indická platforma